# Charles William Wyndham
Charles William Wyndham (8 octobre 1760 - 1er juillet 1828)  est un homme politique anglais.

## Biographie
Il est le troisième fils de Charles Wyndham (2e comte d'Egremont) et d'Alicia Maria, fille de George Carpenter (2e baron Carpenter) et frère de Percy Charles Wyndham. Il fait ses études à la Westminster School de 1767 à 1775 et, en 1801, il épouse Anna Barbara Frances Child Villiers, fille de George Villiers (4e comte de Jersey) et veuve de William Henry Lambton de Lambton, comté de Durham. Ils n'ont pas d'enfants.
Aux Élections générales britanniques de 1790, Charles et son frère aîné Percy Charles Wyndham sont élus députés de Midhurst, un arrondissement de poche du West Sussex qui avait récemment été acheté par leur frère aîné George Wyndham.
Wyndham renonce au siège de Midhurst en 1795, peu de temps avant que son frère ne le vende, afin de siéger à New Shoreham. Il occupe ce siège jusqu'en 1802, lorsque son frère le persuade de se présenter au siège du comté de Sussex. Il occupe ce siège jusqu'à sa retraite en 1812.